# おはようラプラプ島
おはようラプラプ島は、1992年7月から9月にフジテレビの深夜帯（JOCX-TV2）で放送されたドラマ。
毎週水曜日深夜24時40分から25時10分放送で全11話。
同じく1992年4月から放送されていたマレーシア、シンガポール、インドネシア、日本で共同制作された
オーディション番組「アジアバグース!」が土台となり、出演者、スタッフを含めて日本とマレーシアの混合チームで製作。
制作・著作：フジテレビ、制作協力：共同テレビ
ドラマの舞台となったのは、当時あまり知名度が高くなかったマレーシアのランカウイ島。
ランカウイ島には古くから伝説が様々あり、島に伝わる伝説はドラマの筋書きのヒントともなっている。

## 主な出演者
- 主演・カナ役…沢弥かな
- ミカ役…千葉美加

※この2人以外は、全てマレーシア人キャスト

## 主題歌
- 「黒い浜辺に咲いた花」 唄：アズリナ（「アジアバグース」の第1回グランプリ受賞者、マレーシア出身のアーティスト）

## 放送タイトル
1. 「森の半馬人」（7月8日放送）
2. 「海のロープ」（7月15日放送）
3. 「ふくらはぎと老人」（7月22日放送）
4. 「穴」（8月5日放送）
5. 「変な客たち」（8月12日放送）
6. 「背鞄男」（8月19日放送）
7. 「飛ぶ男」（8月26日放送）
8. 「風船男」（9月2日放送）
9. 「海から来たタマゴ」（9月9日放送）
10. 「お日様を追いかける少女」（9月16日放送）
11. 「さよならラプラプ島」（9月23日放送）

## 主なスタッフ
- 監督：関和真史[リンク切れ](当時：クロール、現在：ツール・ド)、溝口憲司(共同テレビ)、長澤雅彦
- 脚本：右近亨
- プロデューサー：細川邦夫(共同テレビ)、中村直也
- 演出補：田中富士雄[リンク切れ](当時：共同テレビ、現在：インスパイア)、安彦和弘
- 制作補：山下典子
- 撮影：中村純[リンク切れ](池田屋)

■照明：石井健治(プログレッソ)
- 記録：安富弘江
- スタイリスト：村上恵美
- メイク：知久文子